# تأييد سياسي

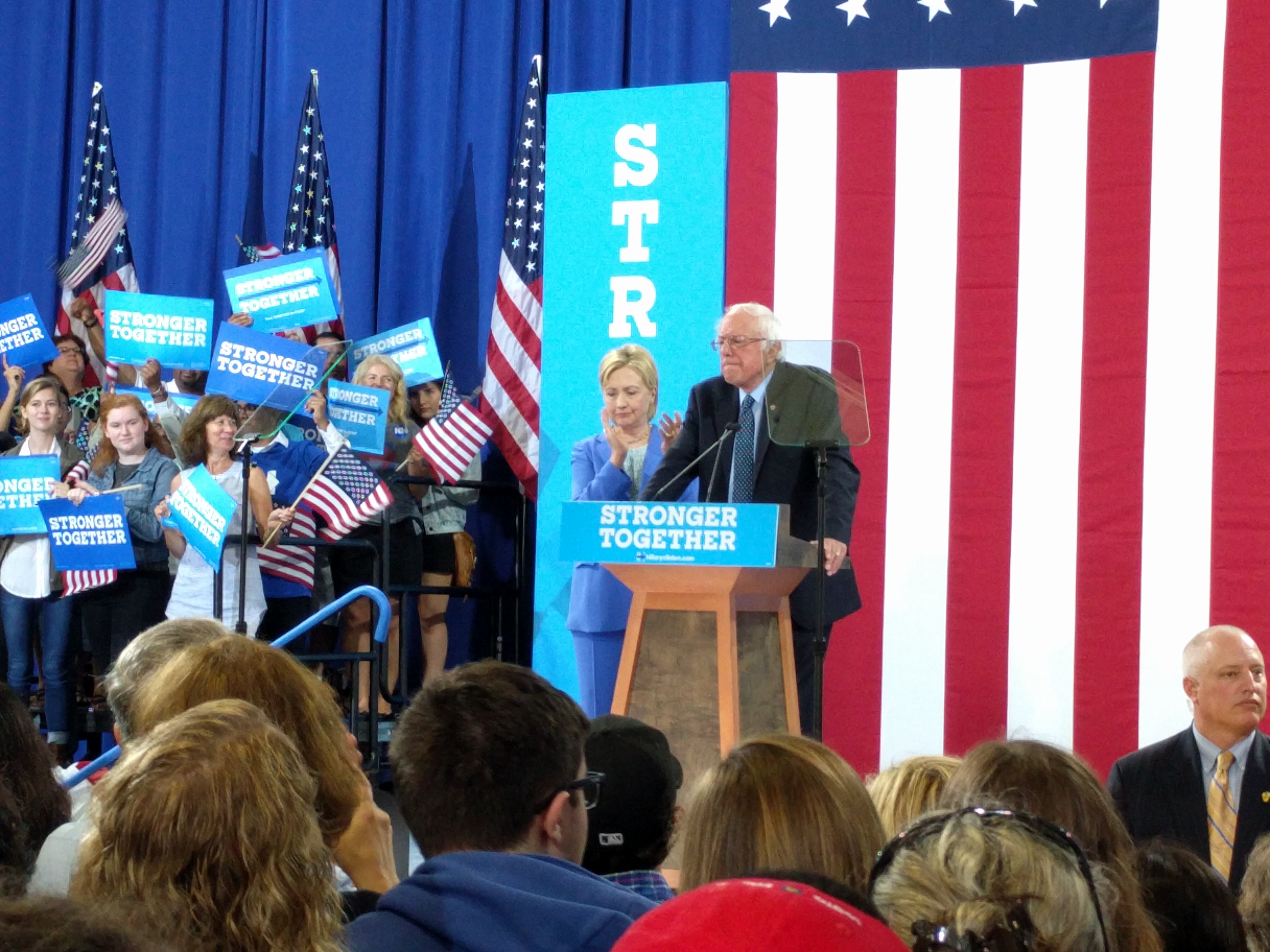

التأييد السياسي هو التصريح علنًا بدعم الفرد لمرشح واحد أو مجموعة من المرشحين لمنصب انتخابي. في نظام التعددية الحزبية، عندما يعتقد الحزب أنه لا يملك ما يكفي من الدعم للفوز بالسلطة، قد يعطي الممثل الرسمي لهذا الحزب تأييدًا رسميًا للحزب الذي يعتبره أكثر المنافسين المُحتملين، قبيل الانتخابات. في قانون الانتخابات الأسترالية، يعتبر التأييد الانتخابي مصطلحًا محددًا، ويمكن تأييد المرشح فقط من جانب أحد الأحزاب المُسجلة.

## مؤلفات
- Stephen Ansolabehere, Rebecca Lessem, and James M. Snyder, Jr (2006). "The Orientation of Newspaper Endorsements in U.S. Elections, 1940–2002". Quarterly Journal of Political Science. ج. 1 ع. 4: 393–404. DOI:10.1561/100.00000009.{{استشهاد بدورية محكمة}}:  صيانة الاستشهاد: أسماء متعددة: قائمة المؤلفين (link)